# Aké, les années d'enfance
Pour les articles homonymes, voir Aké.
Aké, les années d'enfance est une autobiographie de l'écrivain nigerian Wole Soyinka qui a été publié pour la première fois en 1981.

## Contexte et réception
Il raconte l'histoire de l'enfance de Soyinka avant et pendant la seconde Guerre mondiale dans un village yoruba de l'ouest du Nigeria appelé Aké, où l'auteur a passé les 12 premières années de sa vie, avant de déménager en 1946 au Government College (en) d'Ibadan. Lorsque le livre est publié pour la première fois, le critique du New York Times écrit :

« Dramaturge, poète, romancier, essayiste polémique et maintenant autobiographe, M. Soyinka est incontestablement l'écrivain le plus polyvalent d'Afrique et sans doute son meilleur. Dans Ake, il a produit un récit de son enfance en tant que Yoruba dans l'ouest du Nigeria qui est destiné à devenir un classique de l'autobiographie africaine, en fait un classique des mémoires d'enfance où et quand il est produit [...]. À travers le souvenir, la restauration et la recréation, il véhicule une vision personnelle formée par le monde de l'enfance qu'il revient désormais évoquer et exalter dans son autobiographie. C'est le cercle idéal de l'autobiographie à son meilleur. C'est ce qui fait d'Ake, en plus de ses autres grandes vertus, la meilleure introduction disponible à l'œuvre de l'un des écrivains les plus vivants et les plus passionnants au monde aujourd'hui. »

Aké, les années d'enfance reçoit en 1983 le prix Anisfield-Wolf.
D'autres écrits autobiographiques de Soyinka incluent The Man Died (1972), Isara: A Voyage Around Essay  (1989), Ibadan: The Penkelemes Years, A Memoir, 1946-1965 (1994) et You Must Set Forth at Dawn (2006).

## Adaptations
En 1995, BBC Radio 4 a diffusé un abrégé en 10 parties (par Margaret Busby) de la série Book at Bedtime (en), lue par Colin McFarlane et produite par Sally Avens.
Une adaptation cinématographique d'Aké, réalisée par Dapo Adeniyi et écrite par Wole Soyinka, a été présentée en avant-première en 2017.